# Phytodietus mexicanus
Phytodietus mexicanus là một loài tò vò trong họ Ichneumonidae.